# Brofjorden

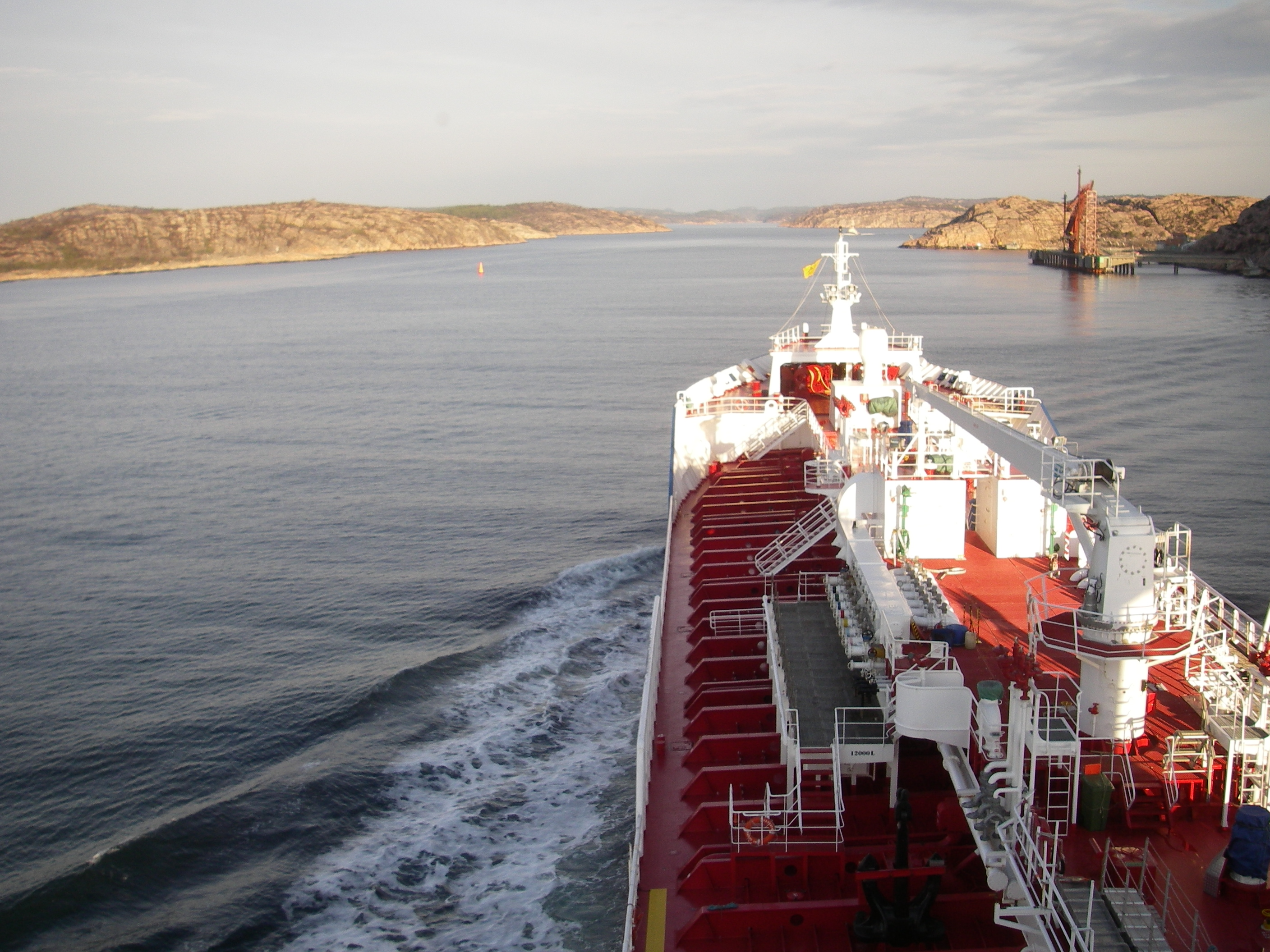
Tankbåt i Brofjorden passerar Preemraffs råoljehamn på väg mot produkthamnen.

Brofjorden är en fjord som ligger i Lysekils kommun i Bohuslän och den skär i SV-NO riktning in mellan halvöarna Stångenäset och Härnäset. Den ligger mitt emellan Gullmarn och Åbyfjorden och är den minsta av dessa tre fjordar.
Vid Brofjorden finns Sveriges största oljehamn, Brofjorden Preemraff, som totalt är Sveriges näst största hamn. Alla lastkajanläggningar vid Brofjorden ägs av Preemraff Lysekil.

## Se även

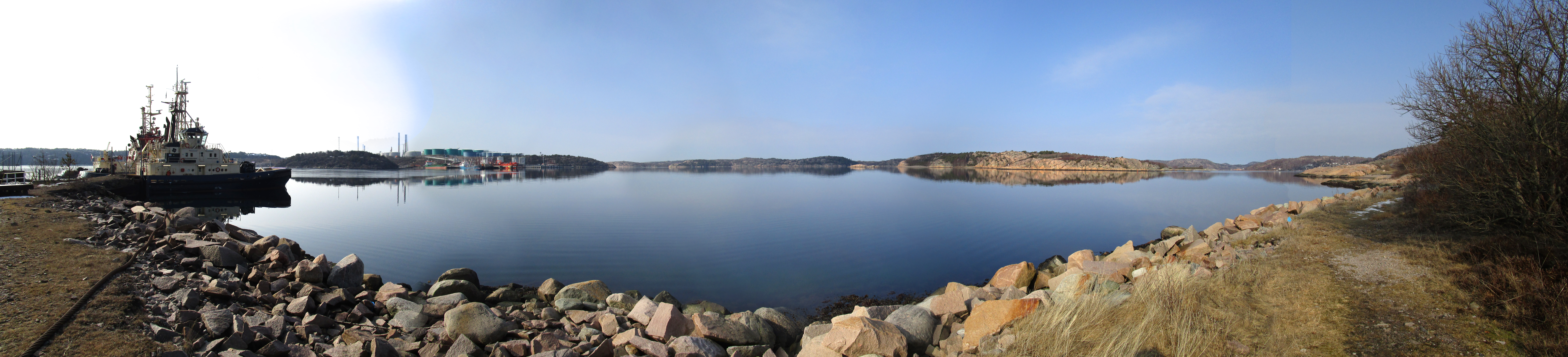
Brofjorden panorama sett från Lahälla med Preemraff i bakgrunden